# Нанако
Nanako Kaitai Shinsho (яп. 菜々子解体診書 Нанако Кайтай Синсё, досл. «Изумительная медсестра Нанако») — OVA-сериал, созданный в 1999—2000 годах компанией Radix под руководством режиссёра Хироси Нэгиси. В России серия лицензирована компанией MC Entertainment под названием «Невероятная Нанако».

## Сюжет
История повествует о приключениях девушки по имени Нанако. Нанако — горничная и медсестра в госпитале-лаборатории молодого врача Огами на американской секретной военной базе. Она настолько наивна, неуклюжа и так часто попадает в разные неурядицы с битьем посуды, поломкой мебели и медицинского инвентаря, что становится непонятно: как эта 16-летняя девушка до сих пор не лишилась работы? Неужели только благодаря своим потрясающим формам? Но ответ на этот вопрос лежит гораздо глубже, и знает его только доктор Огами…

## Персонажи
Нанако — (Nanako): медсестра и горничная по совместительству. Дата рождения — 15 мая 1985 года. По сюжету её возраст — 16 лет. Любит готовить и убирать, очень трудолюбивая и добрая. Но очень неуклюжа и глуповата — в результате всё время создаёт бардак. На самом деле она является клоном девушки, которую Огами знал в детстве, но все предыдущие клоны умирали от генетического заболевания в 20 лет также, как и оригинал. Доктор Огами постоянно заставляет её проходить курс усиленных физических тренировок, в попытке укрепить её здоровье.
Доктор Огами Кёдзи — (Dr. Ogami): Учёный. Когда-то в детстве за ним присматривала служанка — юная, добрая и очень милая девушка по имени Нанако, но она умерла в возрасте 20 лет. Доктор Огами поклялся вылечить её, создав нового клона он подвергает её нещадным тренировкам, а сам в тайне ищет способ излечения. Очень умён, без ума от киборгов. В одной из серий ему хотел отомстить его давний одноклассник Алан Мидзуки, возлюбленною которого Огами превратил в робота-трансформера.
Алан Мидзуки — (Alan Mizuki): Бывший однокурсник Огами, его «заклятый враг». Во время учёбы в институте он замечает выдающиеся способности Огами, они начинают работать вместе над киборгами. Однажды к ним в лабораторию пришла новенькая ассистентка девушка, Джами. В результате несчастного случая происходит взрыв и чтобы спасти пострадавшую Джами, они решают сделать из неё киборга. Но Огами превращает её в странного робота-трансформера, Алан и сама Джами приходят от этого в ужас. Алан поклялся отомстить доктору за надругательство над его любимой.

## Список серий аниме
1 серия — «Первая спираль»
Молодая медсестра Нанако готовит еду в доме доктора, у которого живёт. Из-за своей неуклюжести она разбивает любимую посуду доктора и устраивает небольшой пожар. На следующий день прибыв в клинику доктора Огами, она встречает возле неё отряд военных. Доктор выговаривает её за разбитую посуду и говорит ей, что привезен новый образец для исследований. Они приступают к работе, но во время опытов эксперимент выходит из под контроля. Загадочное существо уничтожает солдат и заглатывает Нанако. Доктор пытается спасти её, и в последний момент монстр слабеет заразившись гриппом, которым была больна Нанако. Огами удается уничтожить монстра.
2 серия — «Воспоминания о тебе»
Нанако и доктор Огами с помощником едут отдыхать на природу. Но для Нанако это оборачивается новыми тяжелыми тренировками. После них она была вынуждена готовить пойманную рыбу. Устав от требований Огами, Нанако сбегает ночью из лагеря. После побега она ругает доктора при своей игрушке-талисмане. Вскоре во время её безуспешной попытки разжечь огонь, на неё нападает огромный медведь. Она убегает от него, и падает в воду, но её спасают Огами с товарищами, отправившиеся ей на помощь. Как оказалось, игрушка-талисман Нанако это ещё и передатчик и диктофон. Огами слышит, как о нём отзывалась Нанако и гонится за ней по берегу.
3 серия — «Сумасшедший пациент»
В клинику Огами привозят неизвестного, подозреваемого в совершении серии жестоких убийств. Во время проведения психологических тестов, преступник внезапно превращается в огромного монстра. Для его поимки Огами решает использовать Нанако в качестве живой приманки. Полагая, что монстр любит жестокость, он решает подвергнуть Нанако пыткам, и когда монстр придёт на её крики, выстрелить в него транквилизаторами. Правда, тщательно разработанный план срывается, и всем приходится бежать. В последней попытки спастись, Нанако выбегает на крыльцо клиники, но здесь её уже поджидает монстр. Однако в последнюю секунду Огами удается выстрелить в него транквилизаторами и тем самым обезвредить его и спасти Нанако.
4 серия — «Хлопушки»
Нанако просыпается утром в своей кровати и обнаруживает, что на неё был надет боевой костюм, и её хотят использовать при его испытаниях. Не в силах ничего изменить она пытается уцелеть, но внезапно их захватывает давний враг Огами: Алан Мидзуки, чью девушку Джами, серьезно пострадавшую от взрыва тот превратил в робота. Он принимает Нанако за робота и предлагает ей спастись, но с одним условием: она должна сразиться с его боевым роботом. Однако схватка выходит из под его контроля: он теряет пульт управления роботом и сам должен спасаться. В результате их попыток спастись, пульт оказывается уничтожен, и робот начинает беспорядочную стрельбу. Нанако, всё ещё облачённая в боевой костюм уничтожает робота, но после этого он взрывается и полностью уничтожает клинику. Алан всё ещё уверен, что Нанако робот, но в эту секунду у её костюма кончается заряд и тот сваливается с неё. Увидев голую Нанако он понимает свою ошибку, но тут его захватывает спецназ. Алана везут на полицейской машине и тут его находит Джами, которая смогла вернуть себе человеческий облик.
5 серия — «Последняя спираль. Первая часть»
6 серия — «Последняя спираль. Вторая часть»